# 普略區
14°41′38″S 74°07′27″W / 14.69389°S 74.12417°W
普略區（西班牙語：Distrito de Pullo），是秘魯的一個區，位於該國中南部阿亞庫喬大區的帕里納科查斯省，面積1,562.3平方公里，海拔高度3,030米，2005年人口4,064，人口密度每平方公里2.6人。